# Psychrolutes occidentalis
Psychrolutes occidentalis is een straalvinnige vissensoort uit de familie van psychrolutiden (Psychrolutidae). De wetenschappelijke naam van de soort is voor het eerst geldig gepubliceerd in 1990 door Fricke.